# Коле Неделковски
Коле Неделковски, (рођен као Никола Крстев Неделков) (16. децембар 1912 - 2. септембар 1941)  био је истакнути македонски пјесник и комуниста између два свјетска рата.

## Животопис

### Рана младост и образовање
Коле Неделковски је рођен у селу Војници, код Велеса, 16. децембра (према другим изворима 1. октобра) 1912. године. Био је син сиромашне земљорадничке породице. Четворогодишње основно образовање завршио је у школи у Војници и био одличан ђак. Гимназију је започео у Велесу,али вођен сиромаштвом, морао је да напусти школу током првог квартала прве године. Затим се преселио у Скопље и почео да учи сликарски занат. Међутим, жеља да обогати своје знање није га напустила и уписао је вечерњу трговачку школу. При томе је показао посебно интересовање за македонски језик и писао му непознате ријетке ријечи.

### Прогон и пресељење у Бугарску
Живјећи и преживљавајући као диоо радничке класе у тадашњој Македонији, Неделковски је испољавао своје симпатије према радницима уопште, и учествовао је у неколико радничких акција. Као резултат тога, био је стављен на црну листу од стране полиције, проглашен државним непријатељем и стално под надзором власти. Неделковски је вјеровао да ће боље услове за живот наћи у сусједној Бугарској, а на врхунцу свјетске економске кризе, 1933. године, преко Атине се преселио у Софију. Потајно се надао да ће моћи слободније да ради у Бугарској. Међутим, Неделковски је био преварен и у једној и у другој ствари, а највише га је разочарала чињеница да је већина македонских емиграната у Бугарској показивала склоност ка денационализацији, преварена многим лажним обећањима и под утицајем политичке пропаганде. По ријечима Димитра Митрева: „Македонац у њему брзо је схватио грешку, Македонац у њему жестоко је доживео заблуду. Добровољац-емигрант је схватио да су његова браћа у емиграцији створила другачији облик свог живота, и да су му били страни.“  У Бугарској се Неделковски запослио као декоратер, а у међувремену је похађао разне курсеве, настојећи да надокнадиш изгубљено вријеме у свом образовању. Истовремено се повукао, постао интроверт, али је и тада био сумњичав према бугарској полицији, и једном је био приведен. Међутим, брзо је пуштен из притвора јер није било доказа против њега. Они који су га лично познавали описали су Неделковског као „тихог, ћутљивог, њежног, са дјетињастим осмјехом, изнутра гордог, болно осјетљивог, достојанственог и увјек хуманог“ (М. Зафировски) и као „без премца по својој скромности“ и „рједак пример истрајност и доследност у поетској конструкцији“ (Д. Митрев)

## Књижевни и политички рад
Убрзо је Коле Неделковски почео интензивније да се бави поезијом, а прекретница је наступила 1937. године када је постао члан Македонског књижевног круга, спријатељивши се са Николом Вапчаровим, Антоном Пановом, Ђорђијем Абаџијевим, Венком Марковским и другим македонским револуционарима. -револуционарни. У то вријеме је интензивно учио и много читао (Пушкин, Љермонтов, Ботев, Јаворов, Дебељанов, Смирненски итд.), посебно му је помагао Вапцаров.
Расправе у Колу су Неделковском много помогле у његовим првим пјесничким покушајима. Тако је постепено почео да објављује своју поезију, објављујући прву пјесму у мјесечнику „Илустрација Илинден“. Шест пјесама објављених у том часопису биле су увод у његово стваралаштво, чији је резултат убрзо забиљежен објављивањем његове прве збирке пјесама „М'скавици” 1939. године.
Са том збирком пјесама био је дио тренда писања македонске поезије са македонском тематиком и употребом македонског језика. Након објављивања прве збирке поезије, Неделковски је почео интензивно да проучава историју Македоније. Цијелу ноћ је читао Зборник Миладиноваца и сатима у Народној библиотеци у Софији трагао за грађом о македонском фолклору и оживљавању 19. века, а управо је он открио и заборављену Мисиркову књигу „О македонским пословима“ коју је прочитао са великом радошћу.
Неделковски је био укључен у рад Кола, ширећи видике пратећи књижевност и крећући се у кругу напредних књижевних личности. Поред тога, Неделковски је припремио за објављивање своју другу збирку поезије. У међувремену, 1940. године постаје члан диверзантске групе „Млади антифашистички борци” и тако се одлучује на конкретне акције против фашизма.

## Смрт
Августа 1941. објављена му је збирка пјесама „На шетњи око свијета“, а дванаест дана касније, Неделковског је полиција открила као достављача летака. Полиција је 2. септембра 1941. блокирала шестоспратницу у којој је живио.
Неделковски је уништио сав материјал који је могао да компромитује његове саборце, пружајући оружани отпор прогонитељима. А када више није било наде у спас, бацио се кроз прозор свог тавана на тротоар улице и умро.
Постоје сумње да ли је Неделковског бацила полиција или је сам искочио кроз прозор своје собе. Свједоци инцидента само су потврдили да су чули експлозију бомбе у згради, а затим видјели Неделковског како пада на тротоар. После Другог свјетског рата на мјесту догађаја је постављена спомен-плоча, која је касније нестала.
Последњи дан живота Неделковског описао је његов пријатељ Волче Наумчевски:,,1. септембра увече на таван гдје је живио Наумчевски стигло је четворо људи: студент из Чехословачке Коста Рацин (уморан, обучен у радну одећу), студент из Чехословачке Кукуски и сам На самиотум. Касније, око поноћи, дошао је Коле Неделковски и пробудио ученика Атанаса из Килкиса, и почео да буди Рацина, али га је Наумчевски спречио у томе и предложио Рацину да остане на тавану, јер је био веома уморан. Око 4 сата ујутро, 2. септембра, полиција је почела да куца на врата станова у поткровљу, да виче, да трчи уз степенице, да разваљује врата, а потом и пуца. Када је свануло, полиција је дошла у стан Наумчевског и сви присутни су сишли доле и полиција их је постројила уза зид. Неделковски је лежао на тротоару, мртав, покривен ћебетом, а крв је још текла по њему. Наумчевски и Рацин се погледаше и тихо шапну:,,Збогом Коле!“. Неколико дана после овог догађаја, Наумчевски је успео да уђе у собу Неделковског и узео је двије књиге – једну Пушкину и једну Љермонтову – натопљене крвљу Неделковског, али су касније уништене.

## Креативност
Коле Неделковски се сматра једним од најреволуционарнијих пјесника у македонској књижевности. Његова пјесма
Глас Македоније је једна од најпознатијих револуционарних пјесама у македонској књижевности. Познато је да је почетком 1932. године, поводом погибије једног свог пријатеља, написао песму „Опроштајно писмо“, али она није сачувана. Прве пјесме Неделковски је објавио у часопису „Илустрација Илинден“ (Иллустратион Илинден), а сарађивао је са збирком „Илинден 1903“ (Илинден 1903). Тако је Неделковски 1938. године објавио своје прве пјесме у Илустрацији Илинден гдје је у књ. 6/96 од јуна 1938. године на уводном мјесту (на страни 1) објављена је његова пјесма „Стоан Војвода” (на страни 1), која је касније била дио његове прве збирке пјесама Муња(Молскавици), али са насловом Стоан на. Војвода Ордановци. Пјесму је пратила и следећа напомена редакције: „Велесанин Кољо Неделковски, млади пјевач народних идеала који, упркос борби са животним тешкоћама, ипак налази времена да велича своја осјећања и оданост домовини и народу.,жудећи за слободом.“ Затим је,до јуна 1939. у овом часопису Неделковски објавио још пет пјесама: Раткина невоља(Радкина невоља) – књ. 2/102, год КСИ, фебруар 1939, стр. 7; Богдан и Гроздана (Богдан и Гроздана) – књ. 2/102, год КСИ, фебруар 1939; Мајка (Мајка) - књ. 6/106, год КСИ, јун 1939, стр. 8; Дефинитивно ... - књ. 6/106, год КСИ, јун 1939;и Мој ујак... - књ. 6/106, год КСИ, јун 1939. Не зна се када су ове пјесме написане, али Тодор Димитровски претпоставља да потичу из 1938. године и да је Неделковски у часопис доставио неколико пјесама одједном. Сарадња Неделковског са Илустрацијом Илинден окончана је бројем 6/106 из јуна 1939. године, а није познато да ли је у међувремену и друге пјесме из Муње објавио негдје другдје. Неделковски је објавио и пјесму Стоан на Ордановци и у збирци Илинден 1903. Шест пјесама објављених прије Муње разликују се од дефинитивних верзија у његовој првој збирци пјесама, при чему су неке разлике минималне, док су неке потпуно прерађене.

## Осврт на стваралаштво Неделковског
Рад Неделковског је скроман, како по обиму (укупно 23 пјесме и једна поема), тако и по оствареним умјетничким резултатима, а све његове пјесме пјевају се под снажним утицајем македонске народне поезије. Као један од првих савремених македонских пјесника, његов једини облик била је народна пјесма и због тога многе његове пјесме личе на народне пјесме. Иначе, у његовој поезији доминирају три теме: национално-револуционарна прошлост македонског народа, емигрантски живот и борба за социјалну правду. Управо у пјесмама посвећеним историјској прошлости највише се види утицај народне поезије. Најчешће су зачете у виду разговора: између планине и дјевојке (Раткина невоља), између мајке и сина (Ропство, Анђео, О родбини). Заиста, данашњи читалац ће можда препознати многа неспретна мјеста у позицији Неделковског, али ће и наћи да се пјесник, полако и постепено, удаљавао од утицаја народне поезије. Тако у његовој првој збирци у неколико пјесама има покушаја употребе модернијих израза, а неке од њих (нпр. Стацка,Не колни и Скитник) карактерише модернија изражајна форма која може нема у народним пјесмама. Даље, пјесме 1941, Глас Македоније и низ стихова из песме Пешке око света говоре о новој фази у развоју поезије Неделковског и трагању за новим изразом.О томе сведочи пјесников критички однос према његовим старијим пјесмама: пјесме које су већ објављене у Илустрацији Илинден касније су прерађене и објављене у другачијем облику (растегнутом и оплемењеном) у збирци Муња. Све показује спору али узлазну линију у његовом раду. Битна особина Неделковског је то што је он страствено ангажован пјесник, а поезија је за њега само нова врста борбе за постизање народних идеала. Све његове пјесме написане су према девизи садржаном у његовој пјесми Песнику: „Певај, брате, певај за народ / и дај му бурне песме са снагом да сруши свод / из ропства отаџбини.
Димитар Митрев у осврту на поезију Неделковског истиче да је Неделковски чисти лиричар, носилац жустре чулности, тј. сам његов стих је осјећање и овај спонтани лирски израз јачи је од сиромашне ријечи и једностраног и несавршеног израза његове поезије. Штавише, његова лирика је у потпуности повезана са македонском народном поезијом и у том смислу Митрев Неделковског назива „нашим последњим народним пјевачем“. Ова веза је очигледна не само у пјесничком изразу, већ још више у присуству специфичног народног духа, због чега дјелује као да је његову ауторску, индивидуалну поезију стварао безимени народни пјевач. То посебно важи за његову прву збирку Муња у којој многе пјесме својим насловима подсећају на народну поезију, као што су: Младост попарена, Раткина невоља, Рането срце, Одродени, Стојан на Ордановци  и Живот отрован. Штавише, у многим пјесмама стихови су прихваћени као директни атрибути из рјечника народне поезије, уз употребу израза као што су: „јуначка жеља“, „пуста туђинка“, „крвава суза “ „Кротко, леле, говори“, „абер не до“, „ишарет да мизи до“, „тешка срца“, „црно је црно“, „зора пропала“, „фаце калешо“, „змије вришти, вичу ", туга ти, сузе теку ", " цијела земља се тресла " итд. Даље, ниједан македонски пјесник нема такву словенску антитезу као Неделковски (на пример, у песми „Ропство“)  За разлику од Рацинове поезије, у социјалним пјесмама Неделковског нема сукоба између садржаја и форме, односно и када пјесник пјева о савременијим темама, и форма и садржај су у директној вези са македонским пјесничким фолклором. На примјер, такав је случај са пјесмама Работник и Стацка, које су по поетском изразу потпуно у стилу и духу народне пјесме. Стога је идеологија ових пјесама ближа идеологији народне поезије него пролетерској. Склоност Неделковског народној поезији, према ријечима Димитра Митрева, може се објаснити са три разлога: прво, његовом усамљеношћу, затвореношћу и некомуникативношћу, у којој је пронашао излаз из ове ситуације у односу на свој народ, због чега су његови животни погледи били нужно блиски духу народне поезије; друго, на почетку пјесничког развоја на њега су посебно утицале народне пјесме из Зборника Миладинових; и треће, са недовољно утврђене концептуалне позиције,што објашњава блискост општој борбености присутној у народној поезији (као, на примјер, у пјесмама На кинсинујење, Стојан на Ордановци, Мајка, Анђелко) и присуство мотива јастреба у његовим пјесмама. С обзиром да у лирици Неделковског доминира осјетљивост става, сасвим је природно да та осјетљивост своју пјесничку оплодњу тражи у народној поезији. Према ријечима Димитра Митрева, Пешке око света карактеришу виши стваралачки домети и јасна жеља да се превазиђе поетски израз народне поезије. Ову збирку карактеришу нови мотиви, нови садржај, а дијелом и нова форма, која је била резултат пјесниковог књижевног неговања, његовог дефинитивног привржености организованом пролетерском покрету и учешћа у напредном емигрантском књижевном кругу, који је водио Вапцаров. Међутим, чак и у овој колекцији,Неделковски није успио да у потпуности превазиђе израз својствен народној поезији тако да је у готово свим пјесмама задржан дух једноставних и једностраних лирских таласа народних пјесама. За разлику од Муње, гдје постоји доследан рјечник, у овој збирци постоји двојни стил поезије, који гравитира и народном и појединачном стиху, и то уноси посебност у збирку. Дакле, значај Неделковског за македонску поезију је у томе што он означава прелаз између народне и савремене индивидуалне поезије.

## Рад Неделковског у књижевној критици
О животу и раду Колета Неделковског написано је више есеја и чланака, као што су: 
- Димитар Митрев, Стваралачки пут Колета Неделковског, Нови дан, бр. 7-8, 1946. стр. 51-57..
- Тодор Димитровски, Ка проучавању дела Колета Неделковског, Разгледи, бр. 7, 1956. стр. 7..
- Тодор Димитровски, Белешке о језику и правопису Колета Неделковског (у првим издањима његових песничких збирки), Књижевна реч, књ. III, бр. 2, 1956. стр. 116-119..
- Волче Наумчески, Последњи дан живота Колета Неделковског, Нова Македонија (Забавни прилог), 8.ИКС.1957.[22]

## Језик и правопис у песничким збиркама Неделковског
Велешки говор је основа језика којим су написане пJесничке збирке Колета Неделковског, а то потврђују и фонетичко-морфолошке одлике, као што су: м'кне, у црном све, с тим очима, рукама, крицима, јарди, човек и др., који се користе у збирци Муња. Међутим, у збирци Пешке по свету он је напустио ове облике и замјенио говорне облике са ол, који су чешћи у македонском језику, као што су: долбина(прок'лнат), суза(с'нце), жуч(д'бина), вукови, пун итд., али је то учинио недоследно, јер је наставио да користи претходне облике, као у: проклетство, сунце, дубина, контемплација, комарци итд. Усвајање облика у којима је вокално л међусобно повезано са ол говори о свјесном приступу Неделковског у избору најраспрострањенијих говорних облика у македонском језику.О томе свједочи редовна употреба облика земља (но, исаби и гламја) у Пешке око света умјесто земљишта у Молскавици. Међутим, у обе његове збирке има фонетских облика о којима се говори у велешком и западномакедонском дијалекту, као што су: у средини (умјесто у сред ), слободно (уместо слободен ), закључано (уместо заклучен), конте (уместо контиња), загрејан свет (наспрам грејнат свет)... Садашње присуство говори о утицају бугарског језика, који се манифестује и редовном употребом облика који се завршавају на -шки (наунашки, ајдушки, крвнишки) уместо облика који се завршавају на -шки који је најраширенији у западномакедонском говору.
Пошто су двије збирке Неделковског објављене у Софији, разумљиво је да су штампане словима тадашњег бугарског писма и под утицајем тадашњег бугарског правописа. Међутим, на многим мјестима Неделковски одступа од терена:
- У Молскавици се не налази слово ѣ, као у ријечима: дел, тсерела, бели, цео век, истина, не, међу, свет, светао, вечан, песме, издаје, цели итд. Штавише, пјесник је писао глупости из свог презимена на насловним страницама двије збирке, које је потписао као Неделковски уместо  Недѣлковски, како је тачно по бугарском правопису тог времена. Такође, слово ѫ не се не налази у Молскавици.
- Супротно бугарском правопису, у Молскавици Неделковски изједначава сугласнике по звучности (као у: ропство, тежак, тежак, мушки, врућ, врућ), иако то није спроведено експериментално (нпр. у: Разпрашуј, Радка), Радкина, Радкин, послат).
- У двије збирке Неделковског, ријечи које се завршавају сагласно исписане су према тадашњем бугарском правопису, тј. са обавезним ъ и ь. Међутим, Неделковски ни овдје није поштовао званични правопис, написавши:  седумъ уместо седумь, пролетъ уместо пролеть.
- Слоговно р у збиркама Неделковског преноси се са ър(ер), а понекад и са ръ(р), као у: загърни, кървав, сърце, смърть, църна, църнееш, фърла, върз, кършат, гърд, бързам, църнило итд.
- Самогласници х и г се преносе уз уобичајене к и г, ако су испред вокала и и испред вокала е (кукя, мекява, бракя, испракя, тугя), прије осталих вокала (кукя, мекява, бракя, испракя, тугя), као и испред других сугласника (нокни, мокна, срекна).
- Самогласник њ се преноси са нь (причинуенье, денье, кинисуенеь) или са ня (скелиня, иминя, времиня)
- Неделковски је врло често обиљележен преласком самогласника испред безвучног сугласника, на крају припјева, паура и између појединих рефрена. Тако се у Молскавицима налазе следећи примјери: пофте, ф силен мрак, ф темен мрак, ф младос, фтемни зори, ф рпролет, ф срце, ф тугина, ф Китка, зачекаф, загледаф, нарамиф, чмаеф, носеф, јазеф, тргнаф, заминаф, жиф, крваф, крф, страф итд.

Исто тако пише и у Пешке по свету ф планина, дрпнафте, прибрафте, пуштифте, бефте,уплаф, гнеф, меф, смеф, отроф итд, но ова збирка има и одстапувања (врв, жив, солзив итн.). По правилу, он правилно означава остале звучне сугласнике на крају збирке, као што су: гроб, роб, обала и средина (у „Молскавици“); праг, врх, људи, траг  
(у Ходању по свету).
- Група сугласника на крају збирке у Молскавицама редовно се своди на с, као у: болес, чес, вечнос, убос, беднос, гладос, пус, али понекад има недоследности, а понекад пише младос и младост, радост и радос, старост и старос. У Ходању по свету преовлађује писање са ст (радост, младост,гордост ), иако се наилазе на одступања (протес, младос, радос, гордос).
- Ријечи са бившим х Неделковски обележава са ф или вокалом: стра, гре, смеот, смеф, меф, ниф, дуф.
- Одређене гласовне и гласовне групе преносе их словима бугарског алфабета:шт со щ, џ со дж, ј со й, ја со я, ѕ со дз.
- Приједлог од редовно  преноси са от (говори понекад пре речи које почињу безвучним сугласником)
- У Молскавици група ија редовно преноси са иа (стихотворениа, вриат, гниам, пусиа), док је у

Пеш по светот написано исправно (вијат, тија), али са недоследностима (зариа, пориат).
- Слично, недоследности се примјећују у преношењу групе ја (моа и моја, своа и своја, Стоан).
- По правопису, Молскавитси је сличан Ходању по свету у коме има много правописних грешака: на примјер, понекад (заиста, ретко) се слово ѣ (днитѣ, вѣк, свѣтнале, гордитѣ) појављује истовремено са:дните, век, светли; ; стално одступа од уједначености звучних у безвучне сугласнике (тежко, жежко, изтрае, робство, изплакуе, разтресеш, разцвете, разсее, разшири, приказкисл.), што се објашњава условима у којима је друга збирка била штампана.